# Görög Légierő
A Görög Légierő (HAF, görögül: Πολεμική Αεροπορία, vagy röviden: ΠΑ) Görögország légtérvédelmére fenntartott katonai szervezet, a Görög Fegyveres Erők egyik haderőneme. A légierőn kívül a szárazföldi haderő is rendelkezik támadó, teherszállító helikopterekkel és pilóta nélküli repülő eszközökkel (UAV).

## Története

### Korai évek
1912. február 8-án emelkedett először görög pilóta, Emanuíl Argirópulosz, a magasba Nieuport gépével. Ugyanez év május 13-án Dimítrio Kambéro hadnagy hajtotta végre az első katonai repülést egy Henry Farman III repülőgéppel. Szeptember végén Larisszában megalakult a pilóták társasága négy pilóta részvételével, majd október 5-én végrehajtották az első légi felderítő küldetést a Tesszáliai fronton.
Görögország Első világháborúba való belépésével egyidőben megalakult a Katonai és Tengerészeti Légi Szolgálat, ezen belül pedig az 531. és 532. vadászrepülő századok, valamint az 533. felderítő-bombázó század.
1930-ban a görög Légügyi Minisztérium megalapította a Görög Légierőt, a görög haderő egyik független haderőnemét. Rendfokozati rendszerét a Brit Királyi Légierő mintájára alakították ki, és napjainkban is ezt használják. 1932-ben alapították meg a Légierő Akadémiáját.
A Görög Légierő vezérkara 1934-ben állt fel, és modernizálták a repülőgép állományát is, többek közt Bristol Blenheim, Henschel Hs 126 és Dornier Do 22 típusokkal.

### Második világháború
A görög–olasz háború kitörésekor, 1940 októberének végére, már 77 db első vonalbeli repülőgéppel rendelkeztek. A görög gépek helytálltak a túlerőben lévő olasz légierővel szemben, később azonban német előrenyomulásnak már nem tudták útját állni, közel a teljes légierő megsemmisült. Azt a kevés repülőgépet amit meg tudtak menteni, a közel keletre vonták vissza.

### Hidegháború
Az 50-es évek elején Görögország belépett a NATO-ba, és ennek előkészítésére elkezdődött egy fejlesztési program. 1951. szeptember 21-én érkezett meg az első görög sugárhajtású gép, egy Lockheed T–33A kiképzőgép, az Efesis légitámaszpontra. 1952. május 30-án alakult meg a 110. Légiezred Larisszában, melyben létrehozták az első vadászbombázó századot (337. légiszázad) az újonnan érkezett F-84G Thunderjet vadászgépek számára. Ebből a századból emeltek ki 1953-ban négy gépet, melyekből létrehozták a bemutató légi egységet.
1964 márciusában F–104G Starfighter vadászgépek érkeztek a 114. légi ezredhez, és megalakult belőlük a 335. vadászbombázó légiszázad.
1974-ben a Görög Légierő hadrendbe állította az RF-4E Phantom II felderítő gépeit, melyekhez megalakult a 348. taktikai felderítő század. A századot, miután nyugdíjazták az RF-4E Phantom-okat, feloszlatták 2017 májusában. Ugyanazon év október végén feloszlatták a 339. "Ajax" elfogóvadász légiszázadot is, amely az F–4 Phantom modernizált vadászbombázó változatát repülte.

## Szervezete
|  | A Légierő Vezérkara |

| Harcászati Légi Parancsnokság (HTAF) - 110. "Aristotele" Támadó Légiezred - 337. "Ghost" Vadásszázad - 338. "Eyes" Taktikai Felderítő Század - 346. "Jason" Vadásszázad - 111. Támadó Légiezred - 330. "Thunder" Vadásszázad - 341. "Ace" Vadásszázad - 347. "Perseus" Vadásszázad - 114. Támadó Légiezred - 331. "Aegeus" Vadásszázad - 332. "Falcon" Vadásszázad - 115. Támadó Légiezred - 340. "Fox" Vadásszázad - 343. "Star" Vadásszázad - 116. Támadó Légiezred - 335. "Tiger" Bombázó század - 336. "Hawk" Bombázó század - 117. Támadó Légiezred - 338. "Ares" Vadász-Bombázó század - 126. Harccsoport - Heraklion - 130. Harccsoport - Limnos - 131. Harccsoport - 133. Harccsoport - Kasztelli - 135. Harccsoport - 140. Műveleti hírszerzés és elektronikai hadviselési harccsoport - Larissza - 350. Irányított rakéta ezred - 11. Irányított rakéta század - Heraklion - 21. Irányított rakéta század - 22. Irányított rakéta század - 23. Irányított rakéta század - 24. Irányított rakéta század - 25. Irányított rakéta század - 26. Irányított rakéta század | Légi Támogató Parancsnokság (HAFSC) - 112. Harci Ezred - Eleusina légitámaszpont - 352. "Kosmos" V.I.P Logisztikai Század - 354. "Pegasus" Taktikai Logisztikai Század - 355. "Atlas" Taktikai Logisztikai Század - 356. "Hercules" Taktikai Logisztikai Század - 358. "Faethon" Kutató-Mentő Század (SAR) - 384. "Puma" Kutató-Mentő Század (SAR) - 113. Harci Ezred - Micra légitámaszpont - 383. "Proteas" Különleges Erők és Légi Tűzoltó Század - 201. Légierő Ellátó Telephely - 204. Hadianyag Ellátó Telephely - 206. Légi Infrastruktúra | Légi Kiképző Parancsnokság (HATC) - Légierő Akadémiája - Dekelia légitámaszpont - 120. Légi Kiképző Ezred - Kalamata légitámaszpont - 361. "Mistras" Légi Kiképző Század - 362. "Nestor" Légi Kiképző Század - 363. "Danaos" Légi Kiképző Század - 364. "Pelops" Légi Kiképző Század - Tengeri Túlélési Kiképző Iskola - 123. Technikai Kiképző Ezred - Dekelia légitámaszpont - Légierő Múzeuma - Dekelia légitámaszpont - Lgéierő Történeti Múzeuma - 124. Alap Kiképző Ezred - Tripoli légitámaszpont - 1. Kadétok Kiképző Század - 2. Kadétok Kiképző Század - 3. Kadétok Kiképző Század - Védelmi Kiképző Század - Technikai NCO Akadémia - Dekelia légitámaszpont - Adminisztratív NCO Akadémia - Sedes légitámaszpont - Rádió Navigációs Akadémia - Dekelia légitámaszpont - 128. Telekommunikációs és Elektrotechnikai Kiképző Ezred - Kavouri - Légierő Tiszti Főiskola (AFCSC) - Légvédelmi Kiképző Központ - Dekelia légitámaszpont - Őrkutyakiképző Központ - Koropi - Tűzoltó Kiképző Központ - Sedes légitámaszpont |

## Fegyverzete

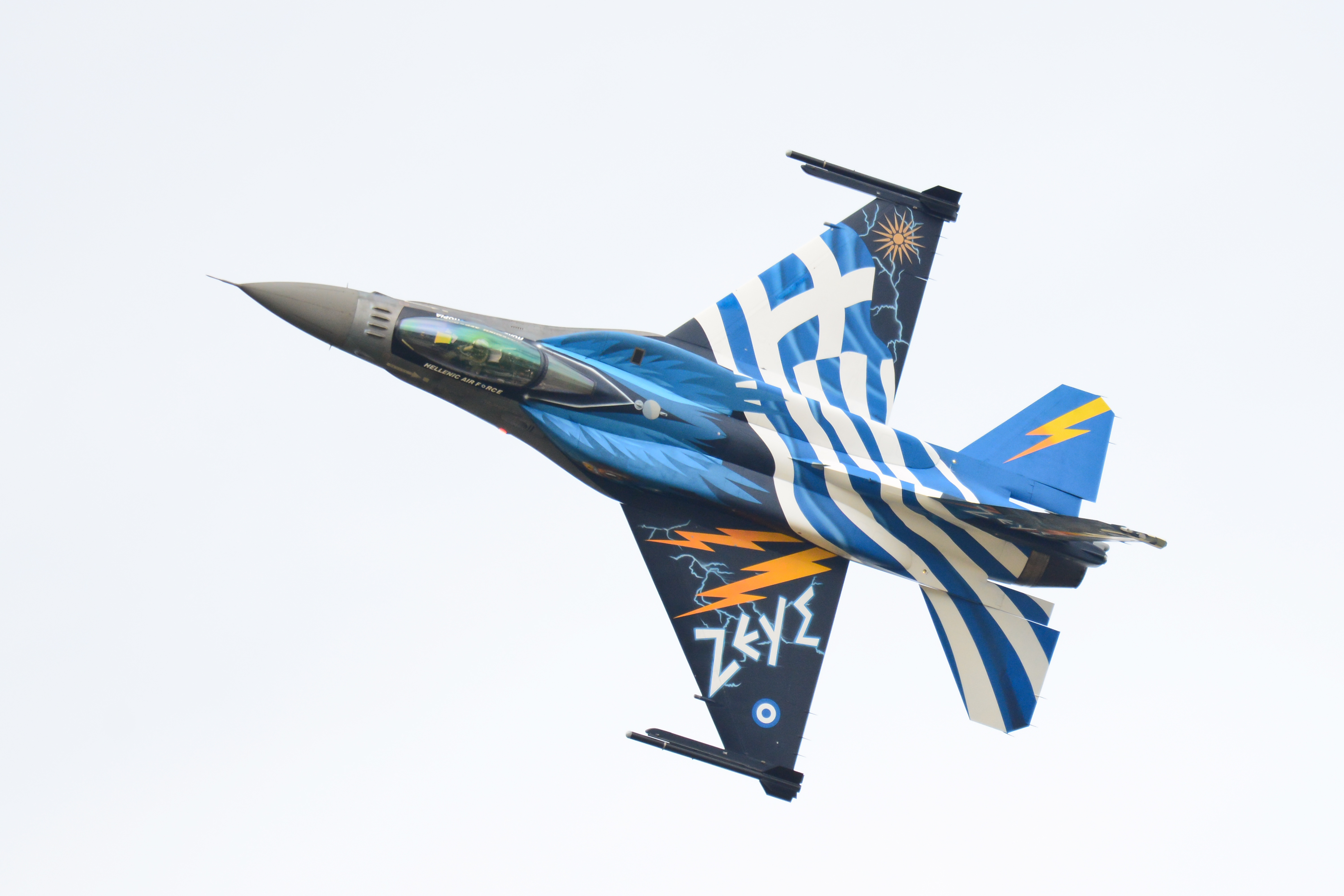
A Görög Légierő F–16CJ Block52+ "Zeusz" nevű bemutató vadászgépe különleges festéssel

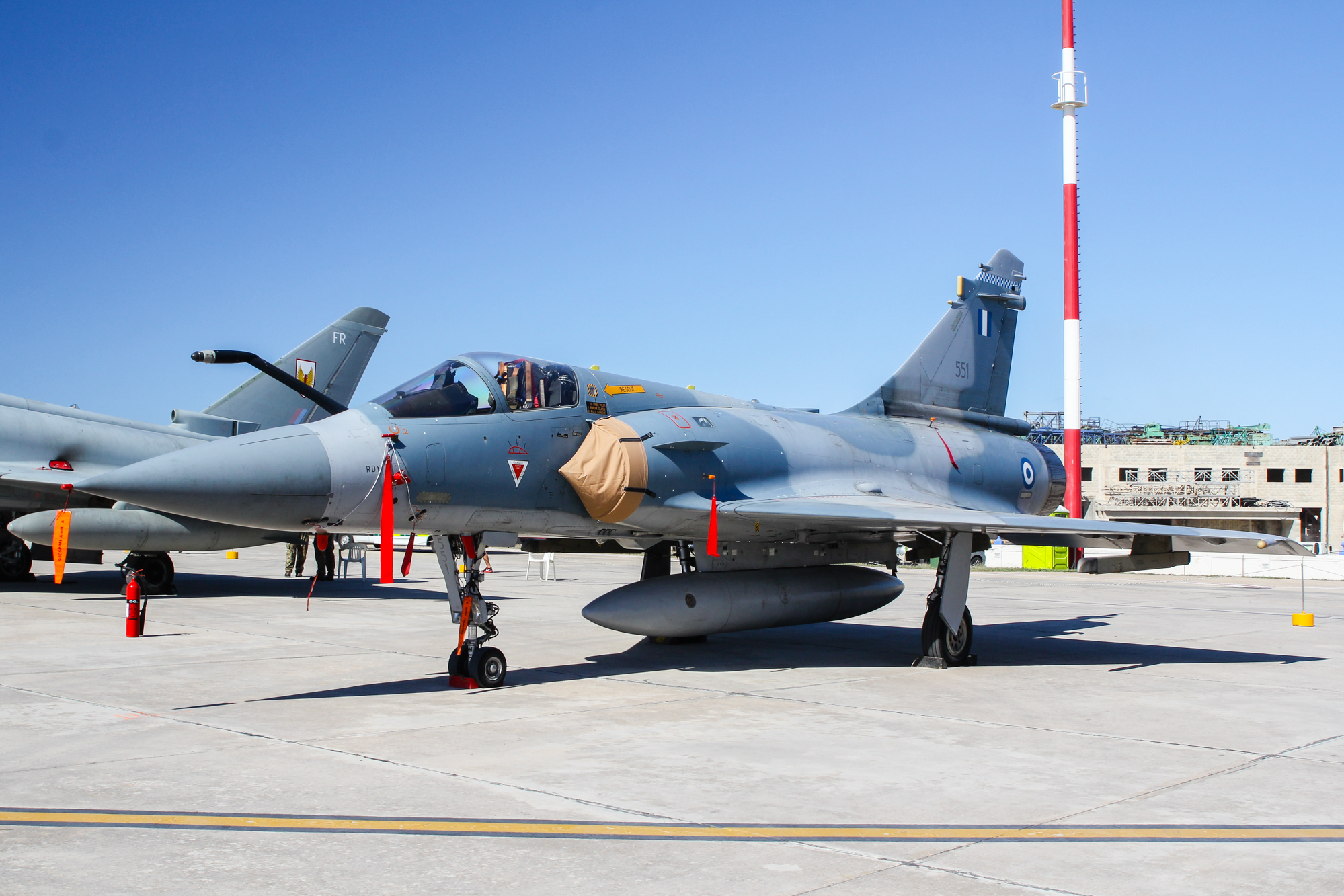
Görög Mirage 2000–5EG

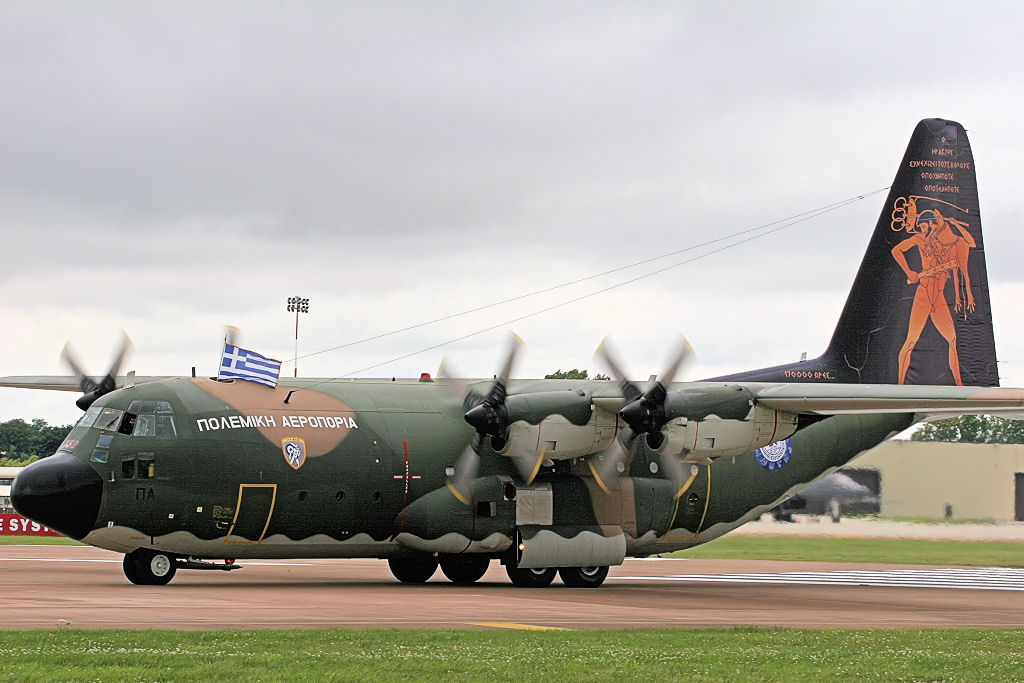
A 353. század C–130H Hercules teherszállítógépe. Függőleges vezérsíkján ünnepi festéssel, a század 170 000. repült órájának tiszteletére

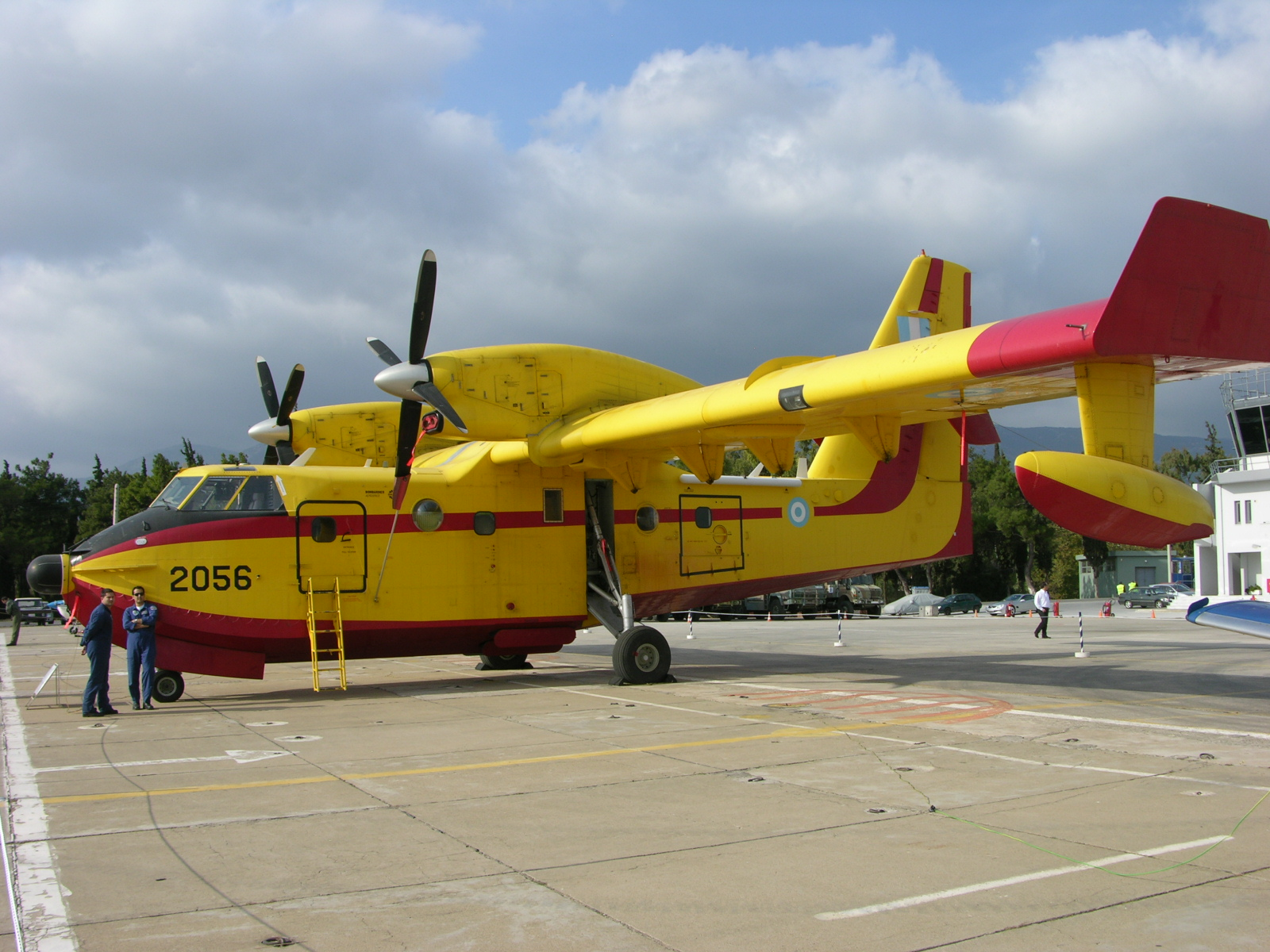
Bombadier CL–415 MPA 2056-os lajstromszámú tűzoltó repülőgép

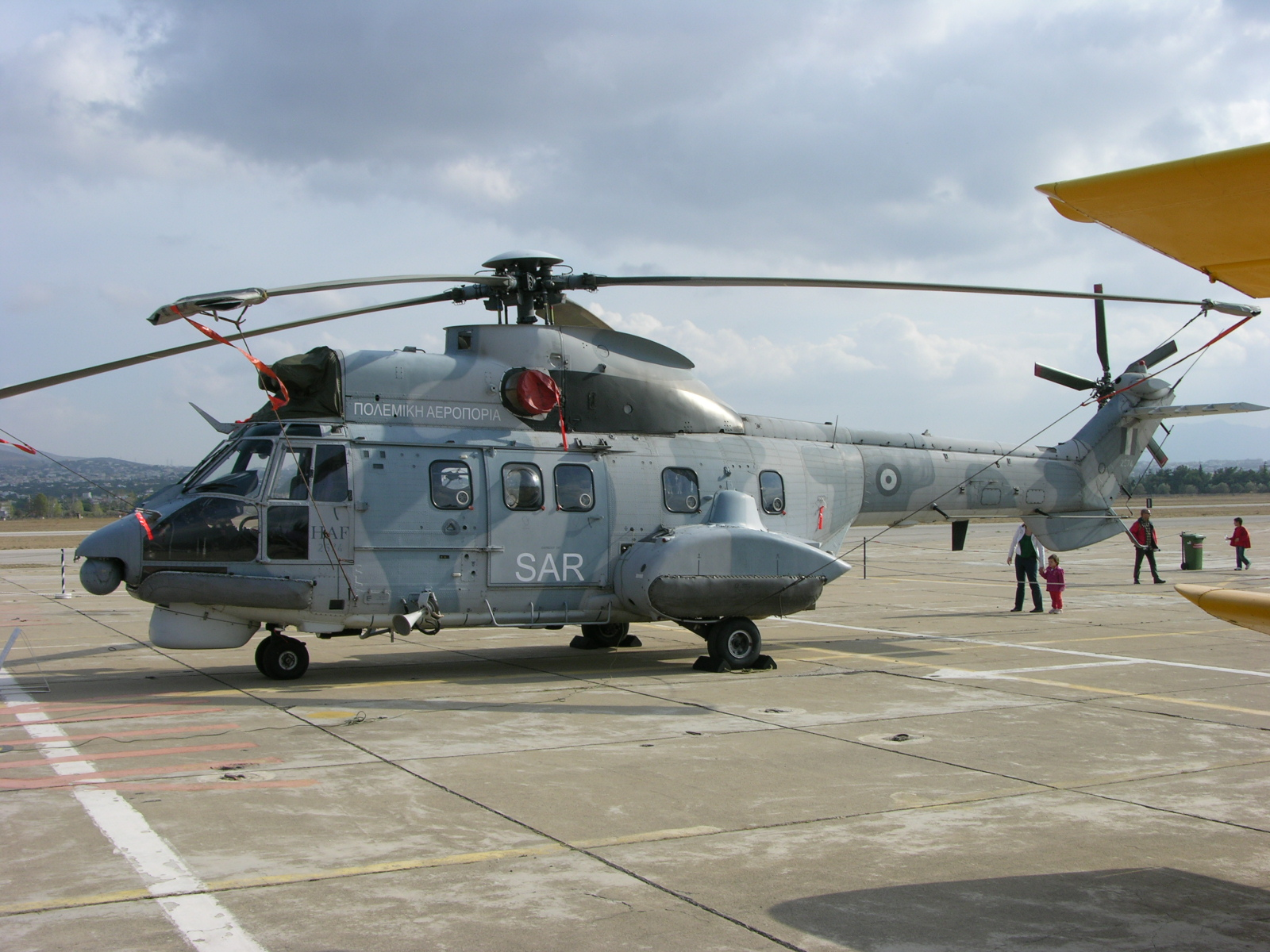
AS 332C1 Super Puma, kutató-mentő helikopter (SAR)

### Aktív eszközök
| Megnevezés                           | Változat                | Feladatkör                         | Mennyiség         | Megjegyzés |
| Vadászrepülőgépek                    | Vadászrepülőgépek       | Vadászrepülőgépek                  | Vadászrepülőgépek | Vadászrepülőgépek |
| ------------------------------------ | ----------------------- | ---------------------------------- | ----------------- | --- |
| F–16 Fighting Falcon                 | F–16C/D Block 30        | többcélú vadászrepülőgép           | 32 db             | - 330. "Thunder" légiszázad - 346. "Iason" légiszázad                                                                                |
| F–16 Fighting Falcon                 | F–16C/D Block 50        | többcélú vadászrepülőgép           | 38 db             | - 341. "Arrow" légiszázad - 347. "Perseas" légiszázad                                                                                |
| F–16 Fighting Falcon                 | F–16C/D Block 52+       | többcélú vadászrepülőgép           | 55 db             | - 337. "Ghost" légiszázad - 340. "Alepou" légiszázad - 343. "Mira" légiszázad                                                        |
| F–16 Fighting Falcon                 | F–16C/D Block 52+adv    | többcélú vadászrepülőgép           | 30 db             | - 335. "Tiger" légiszázad - 336. "Olimpus" légiszázad                                                                                |
| Mirage 2000                          | Mirage 2000EGM          | többcélú vadászrepülőgép           | 17 db             | - 331. "Thiseas" légiszázad - 332. "Geraki" légiszázad                                                                               |
| Mirage 2000                          | Mirage 2000–5 Mk.2      | többcélú vadászrepülőgép           | 25 db             | - 332. "Aigeas" légiszázad |
| F–4 Phantom II                       | F–4E PI2000 Phantom II  | többcélú vadászrepülőgép           | 36 db             | - 338. "Ares" vadászbombázó légiszázad                                                                                               |
| Utas és Teherszállítógépek           |                         |                                    |                   | |
| C–130 Hercules                       | C–130B/H Hercules       | többcélú teherszállító repülőgép   | 15 db             | - 356. "Hercules" Logisztikai Század                                                                                                 |
| C–27 Spartan                         | C–27J Spartan           | taktikai teherszállító repülőgép   | 12 db             | - 354. "Pegasus" Logisztikai Század                                                                                                  |
| Dornier Do 28                        | Do 28                   | teherszállító repülőgép            | 9 db              | |
| Embraer ERJ 135                      | EMB 135LR/BJ Lagacy 600 | VIP repülőgép                      |                   | - 352 "Kosmos" Logisztikai Század |
| Gulfstream V                         | Gulfstream V            | VIP repülőgép                      | 6 db              | - 352 "Kosmos" Logisztikai Század |
| Felderítő Repülőgépek                |                         |                                    |                   | |
| / Embraer EMB 145H AEW&C             | R–99 Erieye             | korai előrejelző és légtérirányító | 4 db              | - 380. Korai Előrejelző Század |
| Lockheed P–3 Orion                   | P–3B Orion              | tengerészeti járőrgép              | 4 db              | - 152744, 153415, 153427, 153441 - 353. Haditengerészeti Támogató Század - 2016-ban elkezdődött a teljes felújítása mind a 4 gépnek. |
| Tűzoltó Repülőgépek                  |                         |                                    |                   | |
| Canadair CL-215                      | CL-215T                 | tűzoltó repülőgép                  | 13 db             | - 383. "Proteas" Század |
| Canadair CL–415                      | CL–415/415MP            | tűzoltó repülőgép                  | 1 db              | - 383. "Proteas" Század |
| PZL M–18 Dromedár                    | M–18/M–18 BS Dromedár   | tűzoltó repülőgép                  |                   | - 351-359. Légi Támogató Század |
| Kiképző Repülőgépek                  |                         |                                    |                   | |
| Cessna T–41 Mescalero                | T–41D Mescalero         | kiképzőgép                         | 20 db             | - 360. "Thalis" Kiképző Század |
| Beechcraft T–6A/B Texan II           | T–6A/T–6A NTA Texan II  | kiképzőgép                         | 42 db             | - 361., 364. "Mystras" Kiképző Század                                                                                                |
| Mirage 2000                          | Mirage 2000BG           | kétüléses sugárhajtású kiképzőgép  | 2 db              | - 332. "Geraki" légiszázad |
| North American T–2 Buckeye           | T–2C/E Buckeye          | sugárhajtású kiképzőgép            | 40 db             | - 362. "Nestor" Kiképző Század - 363. "Danaos" Kiképző Század                                                                        |
| Helikopterek                         |                         |                                    |                   | |
| Aérospatiale AS 332C1 Super Puma     | AS 332C1 Super Puma     | többcélú kéthajtóműves helikopter  | 12 db             | - 358. "Faethon" Kutató-Mentő Század                                                                                                 |
| AgustaWestland AW109                 | A109E Power             | mentőhelikopter                    | 3 db              | |
| AB.205                               | AB.205 A–1              | kutató-mentő helikopter            | 12 db             | - 358. "Faethon" Kutató-Mentő Század                                                                                                 |
| AB.212                               | AB.212                  | VIP helikopter                     | 4 db              | - 358. "Faethon" Kutató-Mentő Század                                                                                                 |
| Pilóta Nélküli Repülő Eszközök (UAV) |                         |                                    |                   | |
| E1–79 Pegasus II                     | E1–79 Pegasus II        | UAV                                | 10 db             | |

### Légelhárító eszközök
| - MIM–104F Patriot PAC-III               | 36 db  |

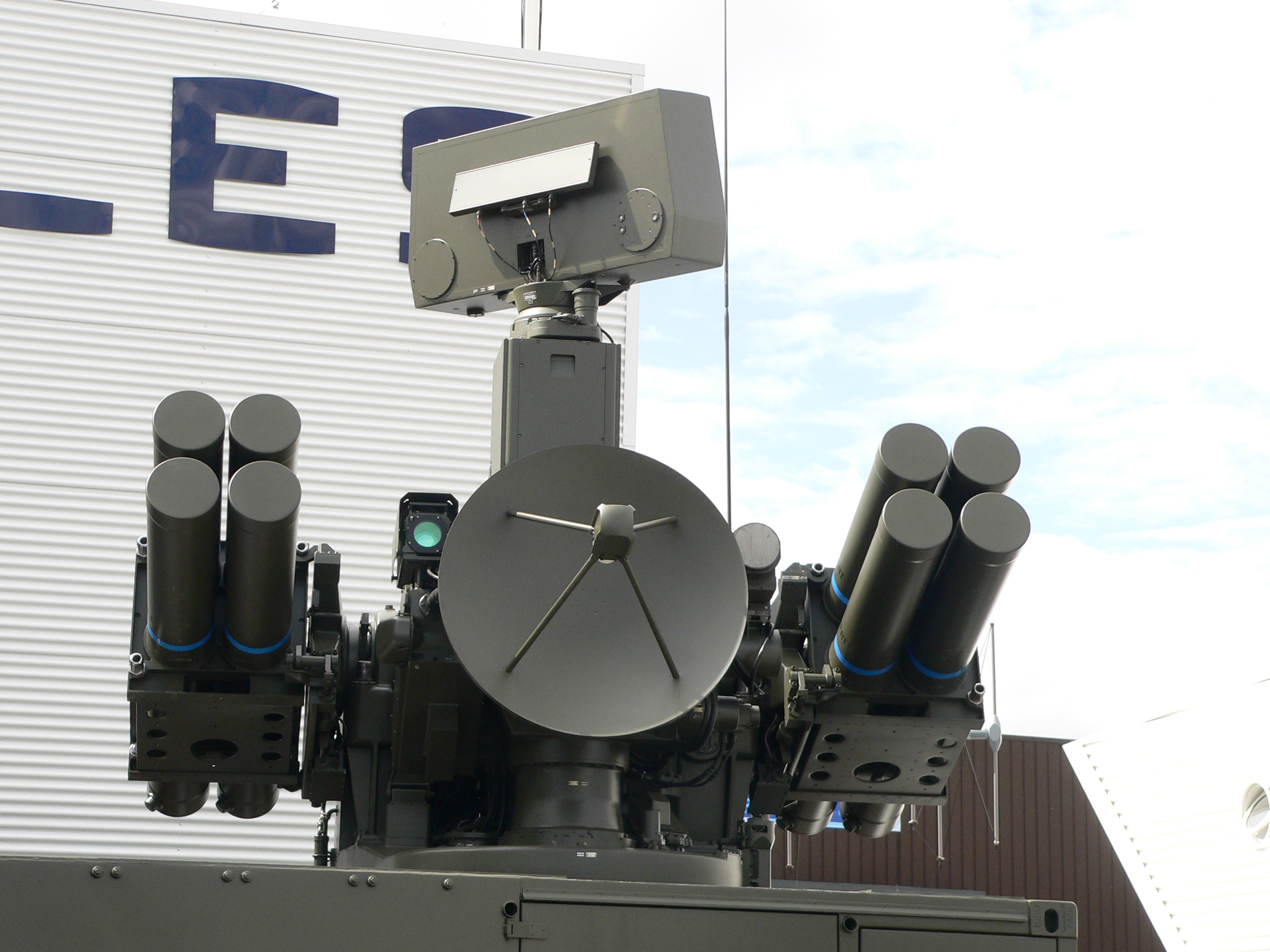
Crotale NG

| - SZ–300 PMU1 (SA-20 Gargoyle)           | 8 db   |
| - Skyguard III "Velos"                   | 20 db  |
| - Crotale NG/GR                          | 9 db   |
| - 9K330 Tor–M1 (SA-15 Gauntlet)          | 4 db   |
| - FIM–92 Stinger                         |        |
| - Artemis 30 30mm-es légelhárító gépágyú | 38 db  |
| - Rheinmetall MK 20 Rh 202               | 326 db |

### Hadrendből kivont eszközök
| Származási hely/ Megnevezés      | Változat                                 | Feladatkör              | Menny. | Szolgálatba lépés | Kivonva     | Megjegyzés                                                                                       |
| -------------------------------- | ---------------------------------------- | ----------------------- | ------ | ----------------- | ----------- | ------------------------------------------------------------------------------------------------ |
| Henry Farman                     | III                                      | felderítőgép            | 4 db   | 1912              | 1917        | Az első görög katonai repülőgépek, amely típussal Dimitrios Kamberos hadnagy is repült elsőként. |
| Avia BH-33                       | SHS                                      | vadászgép               | 5 db   | 1935              | 1940        |                                                                                                  |
| Supermarine Spitfire             | Mk V                                     | vadászgép               | 106 db | 1943              | 1950        |                                                                                                  |
| Supermarine Spitfire             | Mk IX/IXc                                | vadászgép               | 77 db  | 1947              | 1953        |                                                                                                  |
| / Lockheed T–33 Shooting Star    | T-33A/RT-33A/Canadair CT-133 Silver Star | többcélú vadászgép      | 154 db | 1951              | 2000        | A Görög Légierő első sugárhajtású repülőtípusa                                                   |
| Sikorsky H–19                    | UH-19D Chickasaw                         | kutató-mentő helikopter | 14 db  | 1958              | 1971        | A Görög Légierő első helikoptere                                                                 |
| Agusta-Bell 47J                  | 47J-2 Ranger                             | helikopter              | 1 db   | 1964              | 1985        | A király magánhasználatú helikoptere. Kivonása után múzeumban helyezték el                       |
| Lockheed F–104 Starfighter       | F-104G/TF-104/RF-104G                    | vadászgép/ felderítőgép | 107 db | 1964              | 1993        |                                                                                                  |
| Northrop F-5 Freedom Fighter     | F-5A/B és NF-5A/Β                        | vadászgép               | 142 db | 1965              | 2001        |                                                                                                  |
| Dassault-Breguet Mirage F1       | Mirage F.1CG                             | elfogóvadászgép         | 40 db  | 1974              | 2003        |                                                                                                  |
| LTV A–7 Corsair II               | A-7Ε/H Corsair II                        | vadászbombázó           | 127 db | 1975              | 2014        |                                                                                                  |

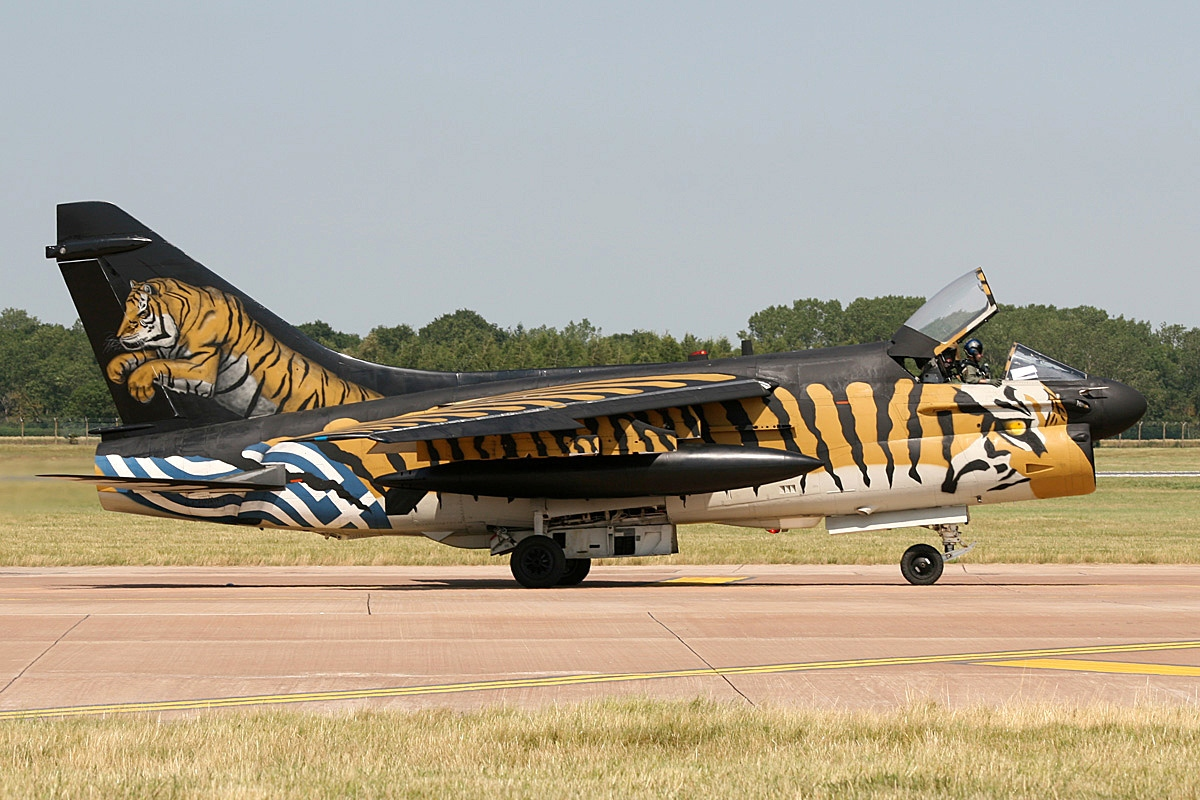
A 335. légiszázad, LTV A-7E Corsair II vadászbombázója

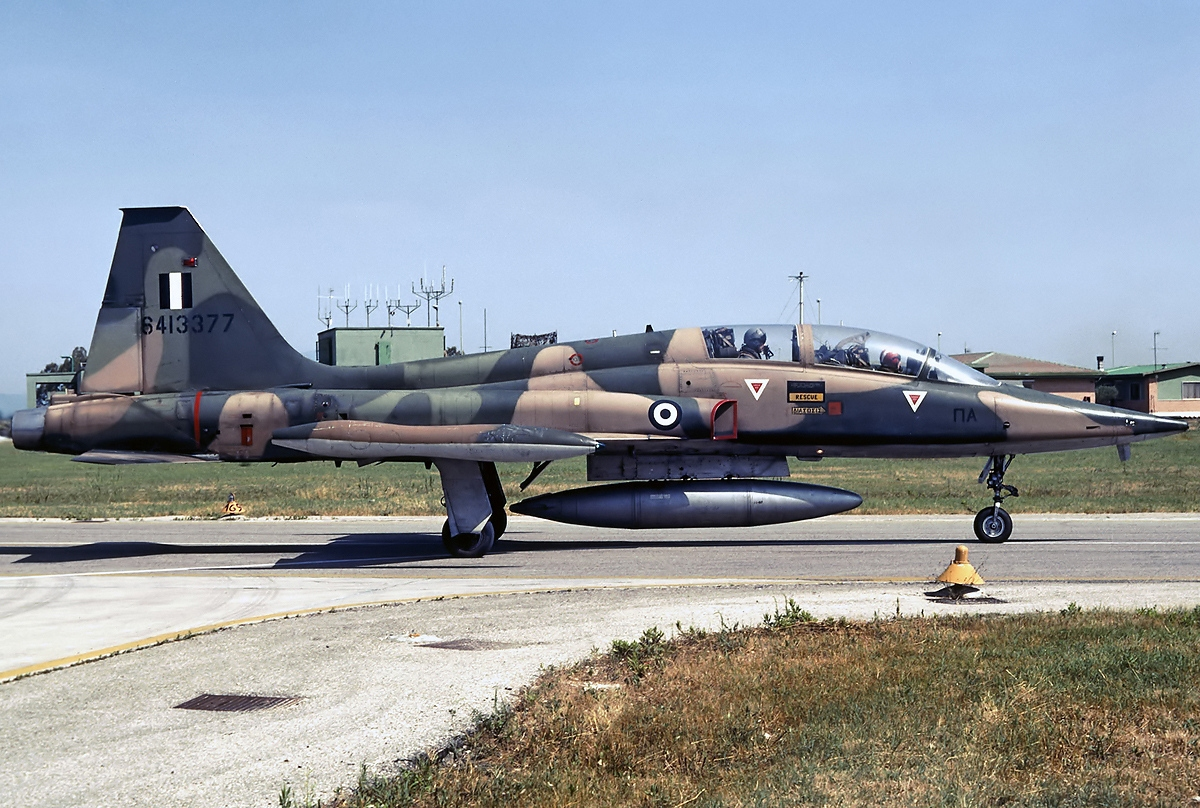
Northrop F-5B Freedom Fighter a Görög Légierő színeiben

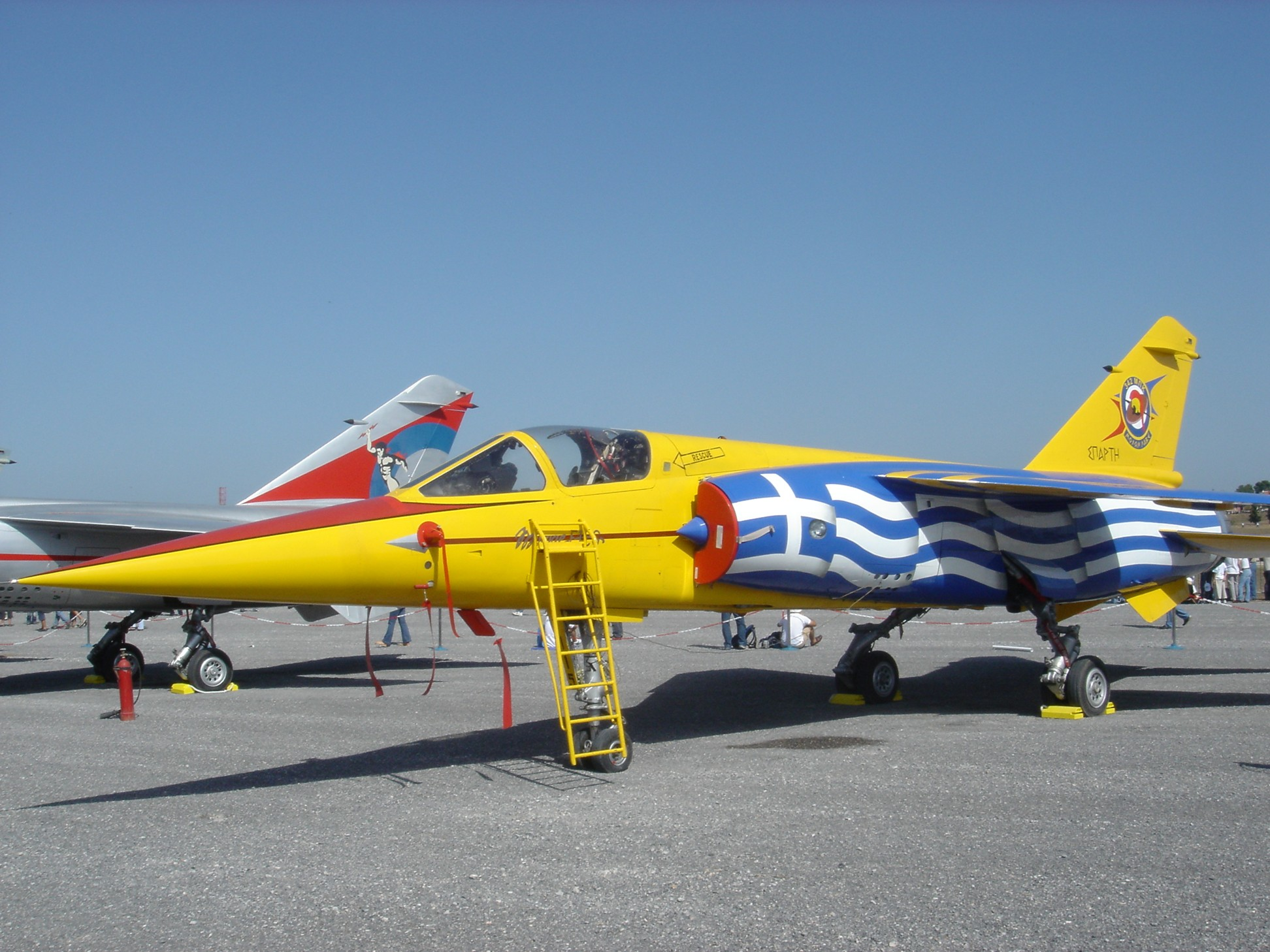
Mirage F1CG a tanagrai légitámaszponton kiállítva

| McDonnell Douglas F–4 Phantom II | RF–4E Phantom II                         | felderítőgép            | 35 db  | 1978.11.03        | 2017.04.05. | - 70357, 70358, és 71761 - 71766 - 348. "Matia" taktikai felderítő század                        |

## Bázisok, katonai repterek
- Agrinion légitámaszpont - Agrínio
- Aktion légitámaszpont - Préveza
- Alexandreia repülőtér - Alexandreia
- Andravida légitámaszpont - Andravida
- Araxos légitámaszpont - Pátra
- Haniá/Szúda nemzetközi repülőtér "Ioannis Daskalogiannis" - Haniá, Kréta
- Elefszína katonai bázis - Elefszína
- Kalamata nemzetközi repülőtér "Captain Vassilis Constanțakopoulos" - Kalamáta
- Kasteli légitámaszpont - Kasteli, Kréta
- Larissa állami repülőtér "Thessaly" - Lárisza
- Lemnos légitámaszpont - Myrina, Limnosz sziget
- Maleme repülőtér - Maleme, Kréta
- Rhodes, Maritsa repülőtér - Maritsa, Rodosz
- Sedes repülőtér - Szaloniki
- Skyros légitámaszpont - Trachi, Szkírosz sziget
- Sparti repülőtér - Szpárti
- Tanagra katonai repülőtér - Tanagra
- Tatoi légitámaszpont - Athén
- Tripoli légitámaszpont - Trípoli
- Tympaki repülőtér - Tympaki, Kréta

## Repülőesemények és katasztrófák
- 1991. Február 5. - Lezuhant egy C–130 Hercules teherszállító repülőgép Vólosz közelében. Ez volt a Görög Légierő eddigi legsúlyosabb balesete.[14]
- 2004. Október 13. - Két F–16D Block 30 vadászrepülőgép ütközött össze a Pélion-hegységnél.[15]
- 2010. Augusztus 26. - Két görög F–16-os vadászrepülőgép (egy F–16C és egy F–16D Block 52) ütközött össze a levegőben Kréta szigetétől dél-nyugatra, Chryssi szigeténél.[16]
- 2017. Május 29. - A 332. Század Mirage 2000EGM repülőgépe az Égei-tenger-be zuhant Szkopelosz szigetének közelében, gyakorlatozás közben.[17]